# British Academy Television Awards de 2024
A cerimônia do British Academy Television Awards de 2024 (ou BAFTA TV Awards 2024) foi realizada em 12 de maio de 2024 no Royal Festival Hall em Londres, em reconhecimento aos destaques da televisão britânica de 2023. A cerimônia foi apresentada por Rob Beckett e Romesh Ranganathan pela segunda vez consecutiva e foi transmitida pela BBC One.
As nomeações foram anunciadas em 20 de março de 2024, juntamente com as nomeações para o British Academy Television Craft Awards de 2024. Os indicados para o P&O Cruises Memorable Moment foram anunciados em 14 de março de 2024. As séries Happy Valley e Succession lideraram as nomeações com cinco cada, seguidos por The Sixth Commandment e The Crown, ambos com quatro. A apresentadora de televisão escocesa Lorraine Kelly recebeu o prêmio especial. O BAFTA Fellowship, a maior homenagem da organização, foi entregue a Floella Benjamin.

## Vencedores e nomeados
As nomeações foram anunciadas em 20 de março de 2024.
| Melhor Séries Dramática | Melhor Comédia Roteirizada |
| --- | --- |
| - Top Boy (Netflix) - Happy Valley (BBC One) - Slow Horses (Apple TV+) - The Gold (BBC One) | - Such Brave Girls (BBC Three) - Big Boys (Channel 4) - Dreaming Whilst Black (BBC Three) - Extraordinary (Disney+) |
| Melhor Minissérie | Melhor Novela ou Drama Contínuo |
| - The Sixth Commandment (BBC One) - Best Interests (BBC One) - Black Mirror: "Demon 79" (Netflix) - The Long Shadow (ITV1) | - Casualty (BBC One) - EastEnders (BBC One) - Emmerdale (ITV1) |
| Melhor Entretenimento Factual | Melhor Comédia (Programa ou Série) |
| - Celebrity Race across the World (BBC One) - Endurance: Race to the Pole (Channel 5) - Portrait Artist of the Year (Sky Arts) - The Dog House (Channel 4) | - Rob and Romesh vs... (Sky Max) - Late Night Lycett (Channel 4) - The Graham Norton Show (BBC One) - Would I Lie to You? (BBC One) |
| Melhor Ator | Melhor Atriz |
| - Timothy Spall como Peter Farquhar – The Sixth Commandment (BBC One) - Brian Cox como Logan Roy – Succession (HBO / Sky Atlantic) - Steve Coogan como Jimmy Savile – The Reckoning (BBC One) - Paapa Essiedu como George – The Lazarus Project (Sky Max) - Kane Robinson como Gerard "Sully" Sullivan – Top Boy (Netflix) - Dominic West como Charles, Príncipe de Gales – The Crown (Netflix)                | - Sarah Lancashire como Catherine Cawood – Happy Valley (BBC One) - Helena Bonham Carter como Noele Gordon – Nolly (ITVX) - Sharon Horgan como Nicci – Best Interests (BBC One) - Bella Ramsey como Ellie – The Last of Us (HBO / Sky Atlantic) - Anne Reid como Ann Moore-Martin – The Sixth Commandment (BBC One) - Anjana Vasan como Nida Huq – Black Mirror: "Demon 79" (Netflix)                                                                                                |
| Melhor Ator Coadjuvante | Melhor Atriz Coadjuvante |
| - Matthew Macfadyen como Tom Wambsgans – Succession (Sky Atlantic) - Salim Daw como Mohamed Al-Fayed – The Crown (Netflix) - Harris Dickinson como William "Bill" Farrah – A Murder at the End of the World (Disney+) - Éanna Hardwicke como Ben Field – The Sixth Commandment (BBC One) - Jack Lowden como River Cartwright – Slow Horses (Apple TV+) - Amit Shah como Faisal Bhatti – Happy Valley (BBC One) | - Jasmine Jobson como Jacqueline “Jaq” Lawrence – Top Boy (Netflix) - Elizabeth Debicki como Diana, Princesa de Gales – The Crown (Netflix) - Siobhan Finneran como Clare Cartwright – Happy Valley (BBC One) - Lesley Manville como Margarida, Condessa de Snowdon – The Crown (Netflix) - Nico Parker como Sarah Miller – The Last of Us (HBO / Sky Atlantic) - Harriet Walter como Lady Caroline Collingwood – Succession (Sky Atlantic)                                          |
| Melhor Ator de Comédia | Melhor Atriz de Comédia |
| - Mawaan Rizwan como Jamal "Jamma" Jamshidi – Juice (BBC Three) - Hammed Animashaun como Kay – Black Ops (BBC One) - Jamie Demetriou como Vários Personagens – A Whole Lifetime with Jamie Demetriou (Netflix) - Joe Gilgun como Vincent "Vinnie" O'Neill – Brassic (Sky Max) - Adjani Salmon como Kwabena – Dreaming Whilst Black (BBC Three) - David Tennant como Crowley – Good Omens (Prime Video)         | - Gbemisola Ikumelo como Dom – Black Ops (BBC One) - Taj Atwal como Rana – Hullraisers (Channel 4) - Bridget Christie como Linda – The Change (Channel 4) - Roisin Gallagher como Janet – The Lovers (Sky Atlantic) - Sofia Oxenham como Carrie – Extraordinary (Disney+) - Máiréad Tyers como Jen – Extraordinary (Disney+) |
| Melhor Performance de Entretenimento | Melhor Programa de Entretenimento |
| - Joe Lycett – Late Night Lycett (Channel 4) - Rob Beckett e Romesh Ranganathan – Rob & Romesh Vs\|Rob and Romesh vs... (Sky Max) - Declan Donnelly e Anthony McPartlin – I'm a Celebrity... Get Me Out of Here! (ITV) - Graham Norton – The Graham Norton Show (BBC One) - Hannah Waddingham – Eurovision Song Contest 2023 (BBC One) - Big Zuu – Big Zuu's Big Eats (Dave)                                   | - Strictly Come Dancing (BBC One) - Hannah Waddingham: Home for Christmas (Apple TV+) - Later... with Jools Holland (BBC Two) - Michael McIntyre's Big Show (BBC One) |
| Melhor Série Factual | Melhor Especialista em Fatos |
| - Lockerbie (Sky Documentaries) - Dublin Narcos (Sky Documentaries) - Evacuation (Channel 4) - Once upon a Time in Northern Ireland (BBC Two) | - White Nanny, Black Child (Channel 5) - Chimp Empire (Netflix) - Forced Out (Sky Documentaries) - The Enfield Poltergeist (Apple TV+) |
| Melhor Documentário | Melhor Reality Show da TV |
| - Ellie Simmonds: Finding My Secret Family (ITV1) - David Holmes: The Boy Who Lived (Sky Documentaries) - Hatton (Sky Documentaries) - Vjeran Tomic: The Spider-Man of Paris (Netflix) | - Squid Game: The Challenge (Netflix) - Banged Up (Channel 4) - Married at First Sight UK (E4) - My Mum, Your Dad (ITV1) |
| Melhor Cobertura de Eventos Esportivos | Melhor Cobertura de Eventos ao Vivo |
| - Festival de Cheltenham: "Day One" (ITV1) - Match of the Day Live: "Copa do Mundo Feminina" (BBC One) - Torneio de Wimbledon de 2023: "Final masculina" (BBC One) | - Festival Eurovisão da Canção 2023 (BBC One) - The Coronation Concert (BBC One) - Royal British Legion Festival of Remembrance (BBC One) |
| Melhor Assuntos Atuais | Melhor Cobertura de Notícias |
| - This World: The Shamima Begum Story (BBC Two) - Dispatches: "Russel Brand: In Plain Sight" (Channel 4) - Putin vs the West (BBC Two) - Storyville: "Inside Russia: Traitors and Heroes" (BBC Four) | - Channel 4 News: "Inside Gaza: Israel and Hamas at War" (Channel 4) - Sky News: "Inside Myanmar: The Hidden War" (Sky News) - Sky News: "Israel-Hamas War" (Sky News) |
| Melhor Programa de Curta Duração | Melhor Programa Diurno |
| - Mobility (BBC Three) - Stealing Ukraine's Children: Inside Russia's Camps (Vice News) - The Sekwer: Three Twisted Year (BBC iPlayer) - Where It Ends (BBC Three) | - Scam Interceptors (BBC One) - Loose Women and Men (ITV) - Lorraine (ITV) - Make It a Market (BBC One) |
| Melhor Programa Internacional | Momento Memorável |
| - Class Act (Netflix) - Beef (Netflix) - Love & Death (ITVX) - Succession (HBO / Sky Atlantic) - The Bear (Disney+) - The Last of Us (HBO / Sky Atlantic) | - Happy Valley – O confronto final na cozinha entre Catherine Cawood e Tommy Lee Royce (BBC One) - Beckham – David provoca Victoria sobre sua educação de "classe trabalhadora" (Netflix) - Doctor Who – Ncuti Gatwa sendo revelada como a 15ª Doutora (BBC One) - Succession – Morte de Logan Roy (Sky Atlantic) - The Last of Us – Bill e Frank (Sky Atlantic) - The Piano – Lucy, de 13 anos, surpreende os passageiros com uma performance de piano de cair o queixo (Channel 4) |